# 高井清史
高井 清史は日本の俳優。兵庫県姫路市出身。代表出演作に青春の門、大岡越前などがある。

## 人物
関西弁の話者。本人は野球、水泳が好きだという。

## 出演

### テレビドラマ
- 水戸黄門 第17部 第10話「泣き笑い献上仏壇 -尾張-」（1987年、TBS / C.A.L） - 大須屋番頭